# Donaustadtbrücke
Il Donaustadtbrücke è un ponte ferroviario che attraversa il Danubio e il Nuovo Danubio, collegando il 2º distretto Leopoldstadt con il 22º distretto Donaustadt. È attraversato dalla Linea U2 della metropolitana di Vienna.

## Descrizione
Si compone di due parti: la struttura sopra il Danubio è progettata come un ponte strallato con un pilone, mentre l'isola del Danubio e il Nuovo Danubio sono attraversati da un ponte a trave .
La costruzione fu realizzata dall'ingegnere Alfred Pauser in collaborazione con gli architetti Wilhelm Holzbauer e Heinz Marschalek. La costruzione iniziò nel 1995 e fu aperto al traffico nel 1997.
Nel 2008 il numero degli stralli del ponte è stato raddoppiato da cinque a dieci coppie di cavi per lato.